# Campoletis femoralis
Campoletis femoralis là một loài tò vò trong họ Ichneumonidae.